# Carol LeBel
 (avril 2011).
Si vous disposez d'ouvrages ou d'articles de référence ou si vous connaissez des sites web de qualité traitant du thème abordé ici, merci de compléter l'article en donnant les références utiles à sa vérifiabilité et en les liant à la section « Notes et références ».
Carol LeBel (né en 1949 à Québec) est un poète canadien.

## Biographie
En 1974, Carol LeBel obtient un baccalauréat en philosophie de l'Université Laval, puis un diplôme de l'Université de Varsovie sur la culture polonaise en 1979 et un certificat de perfectionnement en enseignement collégial de l'Université de Sherbrooke en 1994. Il a enseigné la philosophie au Cégep de Chicoutimi pendant plus de 30 ans.  
Il s'intéresse aux haïku et participe à des expositions ainsi qu'à diverses soirées de poésie au Saguenay-Lac-Saint-Jean et donne des conférences dans le cadre de cours de poésie dans les cégeps. Il écrit pour les revues Résistances, Trafic et Estuaire et est membre fondateur et administrateur de l'association professionnelle des écrivaines et écrivains du Saguenay Lac-Saint-Jean.